# شابلی
شابلی (به فرانسوی: Chablis) یک کمون در فرانسه است که در Canton of Chablis واقع شده‌است.

## خصوصیات
شابلی ۳۸٫۸۳ کیلومترمربع مساحت و ۲٬۵۸۰ نفر جمعیت دارد و ۱۴۰ متر بالاتر از سطح دریا واقع شده‌است.